# Handwerkskammer Niederbayern-Oberpfalz
Die Handwerkskammer Niederbayern-Oberpfalz ist eine von 53 Handwerkskammern in Deutschland.
Sie ist am 1. Januar 1974 durch Fusion aus der Handwerkskammer Niederbayern und der Handwerkskammer Oberpfalz hervorgegangen. Der Kammerbezirk umfasst die Regierungsbezirke Niederbayern und Oberpfalz im Osten Bayerns. Sitz der Kammer ist Regensburg und Passau.
Die Kammer beschäftigt 400 Mitarbeiter.

## Geschichte
Durch eine Änderung der Gewerbeordnung wurden zum 1. April 1900 im Deutschen Reich 63 Handwerkskammern gebildet. Im Königreich Bayern wurden in jedem der 8 Kreise je eine Handwerkskammer eingerichtet. Darunter war die Handwerkskammer Niederbayern mit Sitz in Passau und die Handwerkskammer Oberpfalz und Regensburg mit Sitz in Regensburg.
1942 wurden die Handwerkskammern und die Industrie- und Handelskammern aufgehoben und zu Gauwirtschaftskammern fusioniert. Die Handwerkskammern in Niederbayern und in der Oberpfalz wurden Teil der Gauwirtschaftskammer Bayreuth. Nach dem Zweiten Weltkrieg wurden die alten Handwerkskammern wieder hergestellt.
Am 1. Januar 1974 fusionierten die beiden Kammern zur heutigen Handwerkskammer Niederbayern-Oberpfalz.

## Aufgaben
Die Handwerkskammer ist eine Körperschaft des öffentlichen Rechts, die eine Vielzahl von Aufgaben für ihre Mitglieder erbringt. Diese Aufgaben sind gesetzlich in der Handwerksordnung festgelegt.
Die Handwerkskammer ist Interessenvertreter ihrer Mitgliedsbetriebe und organisiert die Selbstverwaltung der Wirtschaftsgruppe Handwerk in der Region. Außerdem können Handwerksbetriebe kostenlose Beratungsdienste in Anspruch nehmen.
Sie betreibt folgende elf Bildungszentren für Weiterbildungsmaßnahmen:
- Amberg
- Cham
- Deggendorf
- Landshut
- Neumarkt
- Passau-Auerbach
- Pfarrkirchen
- Regensburg
- Straubing
- Vilshofen
- Weiden

## Präsidenten

### Handwerkskammer Niederbayern (bis 1974)
| Amtszeit  | Präsident                                                                              |
| --------- | -------------------------------------------------------------------------------------- |
| 1900–1902 | Alexander Sutor, Passau                                                                |
| 1902–1909 | Josef Weishäupl, Passau                                                                |
| 1909–1921 | Georg Lasser, Passau                                                                   |
| 1921–1929 | Ludwig Sterr, Passau                                                                   |
| 1929–1933 | Benedikt Hirschenauer, Passau                                                          |
| 1933–1939 | Max Moosbauer, Passau                                                                  |
| 1939–1943 | Ludwig Voggenreiter, Passau                                                            |
| 1943–1945 | Michael Höber Passau (Leiter der Zweigstelle Passau der Gauwirtschaftskammer Bayreuth) |
| 1945–1951 | Benedikt Hirschenauer, MdL, Passau                                                     |
| 1951–1972 | Gustav Haydn, MdS, Heining                                                             |
| 1972–1974 | Gerhard Bertram, Passau                                                                |

### Handwerkskammer Oberpfalz (bis 1974)
| Amtszeit  | Präsident                                                                                         |
| --------- | ------------------------------------------------------------------------------------------------- |
| 1900–1912 | Josef Hochapfel, Regensburg                                                                       |
| 1912–1918 | Fritz Pfluger, Landesgewerberat, Regensburg                                                       |
| 1918–1933 | Thomas Härtl, Landesgewerberat, Regensburg                                                        |
| 1933–1934 | Fritz Hamm, Regensburg                                                                            |
| 1934–1935 | Johann Scheid, Regensburg                                                                         |
| 1935–1942 | Hans Meierhofer, Regensburg                                                                       |
| 1942–1945 | Josef Diermeier, Regensburg (Leiter der Zweigstelle Regensburg der Gauwirtschaftskammer Bayreuth) |
| 1945–1950 | Anton Kerling, Regensburg                                                                         |
| 1950–1959 | Otto Zöllner, Regensburg                                                                          |
| 1959–1974 | Bernhard Suttner, MdS, MdL, Regensburg                                                            |

### Handwerkskammer Niederbayern-Oberpfalz (ab 1974)
| Amtszeit  | Präsident                         |
| --------- | --------------------------------- |
| 1974–1979 | Bernhard Suttner, MdS, Regensburg |
| 1974–1979 | Gerhard Bertram, Passau           |
| 1979–1994 | Hans Scheid, Regensburg           |
| 1994–1999 | Josef Tritscheler, Salzweg        |
| 1994–2014 | Hans Stark, Saal                  |
| 1999–2014 | Franz Prebeck, Bogen              |
| seit 2014 | Georg Haber, Regensburg           |